# Proboscidea (genre)
Genre
Classification APG III (2009)
Proboscidea est un genre de plantes à fleurs de la famille des Pedaliaceae, selon la classification classique, ou des Martyniaceae, selon la classification phylogénétique. Les fruits secs, sous forme de Capsules permettent la zoochorie. 

## Liste des espèces
Selon ITIS (12 nov. 2015) :
- Proboscidea althaeifolia (Benth.) Dcne.
- Proboscidea louisianica (P. Mill.) Thellung
- Proboscidea parviflora (Woot.) Woot. & Standl.
- Proboscidea sabulosa Correll
- Proboscidea spicata Correll

Selon NCBI (12 nov.2015)
- Proboscidea althaeifolia
- Proboscidea fragrans
- Proboscidea louisianica
- Proboscidea parviflora
- Proboscidea sabulosa
- Proboscidea spicata
- Proboscidea triloba

## Fruits and graines

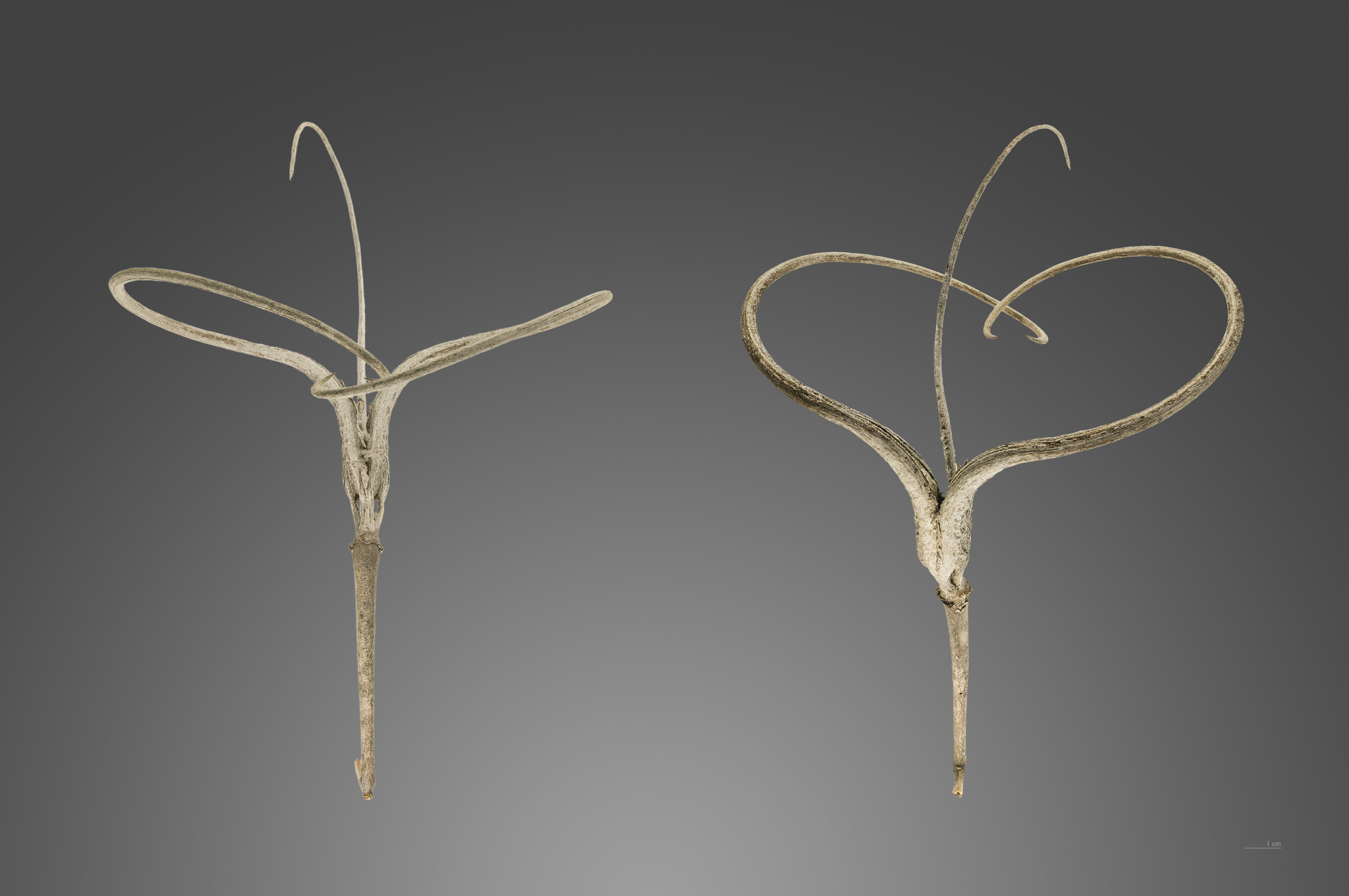
Capsules de Proboscidea althaeifolia au Muséum d'histoire naturelle de Toulouse.
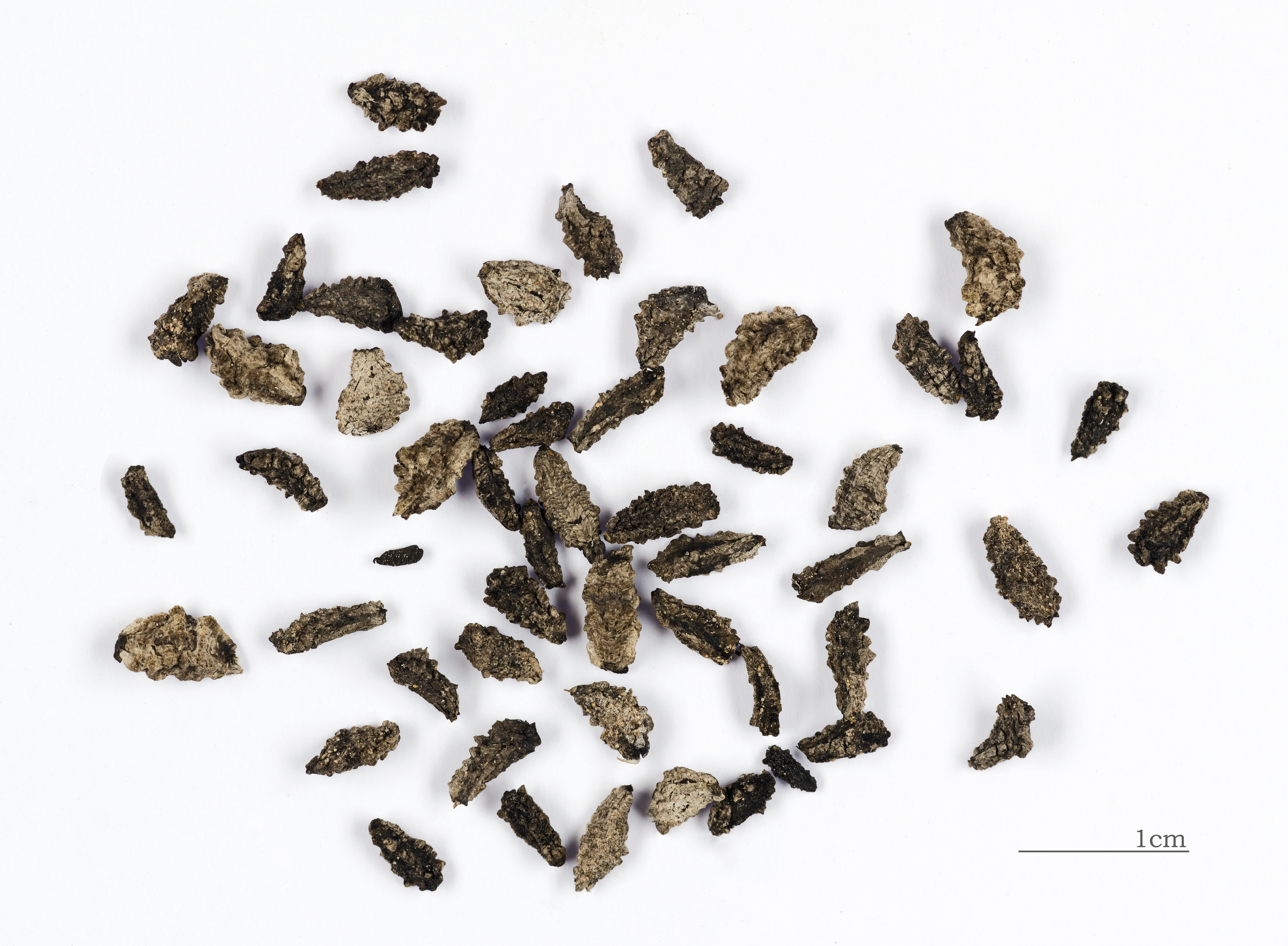
Graines au Muséum d'histoire naturelle de Toulouse.
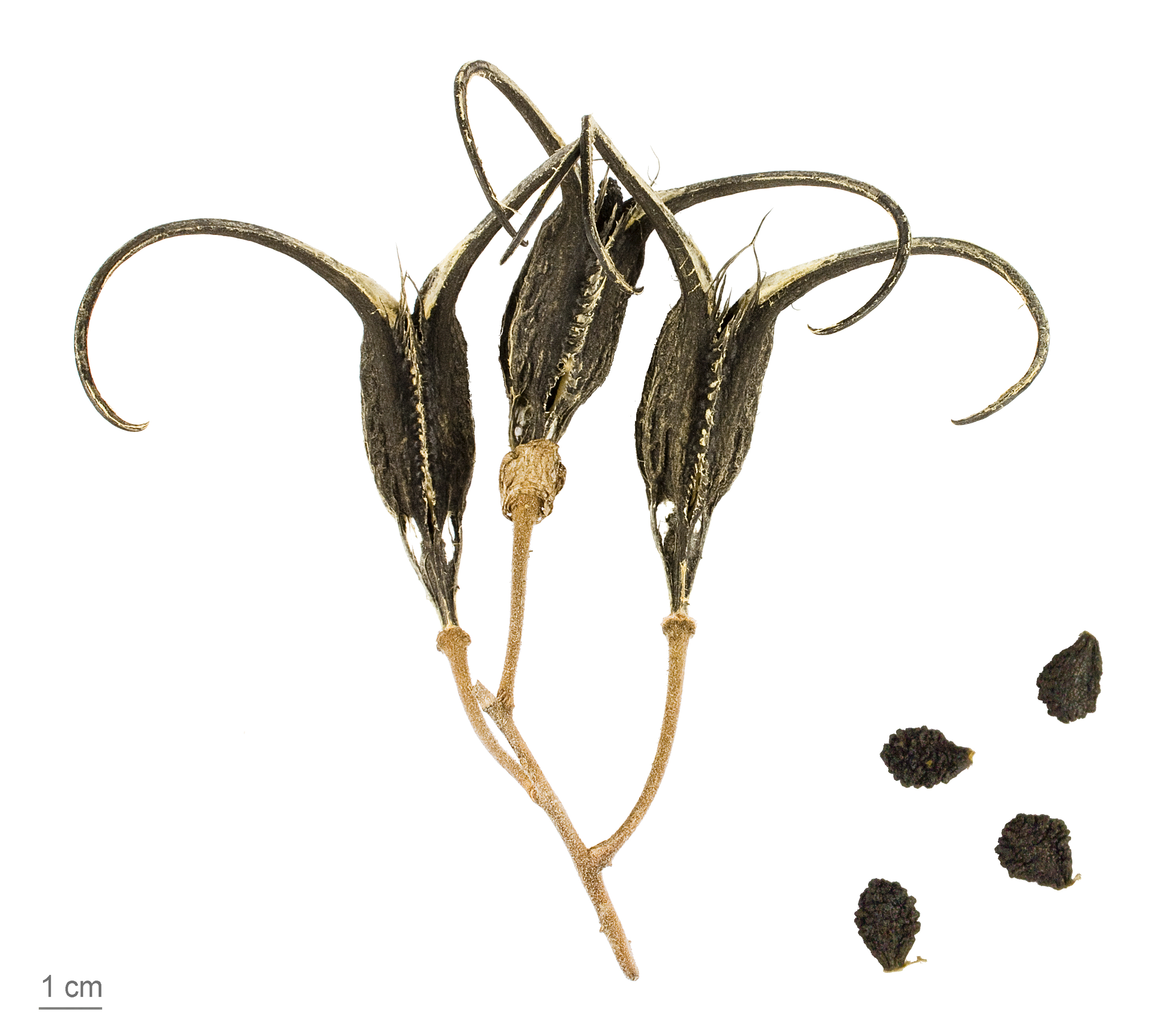
Capsules et graines de Proboscidea parviflora au Muséum d'histoire naturelle de Toulouse.
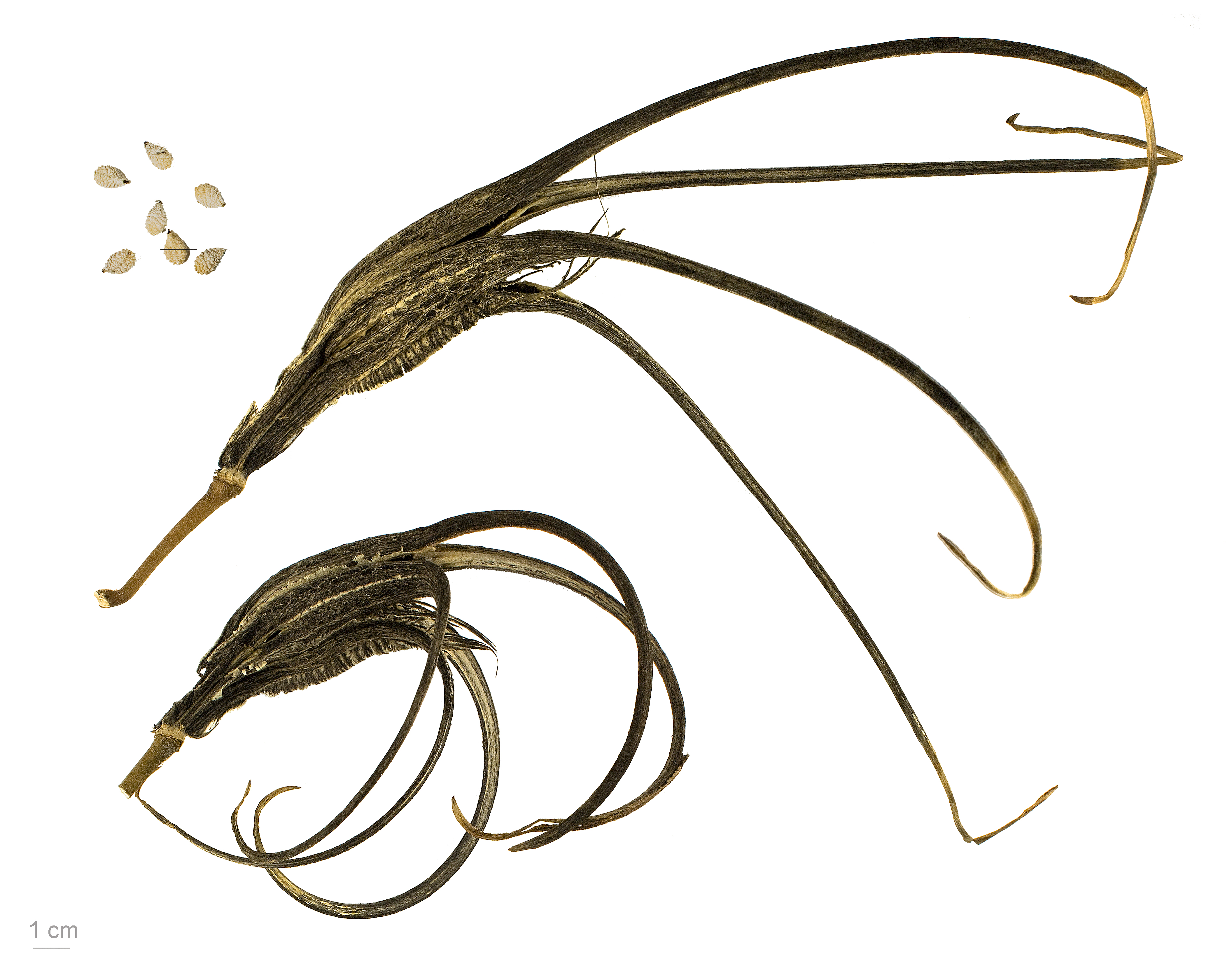
Capsules et graines de Proboscidea parviflora var.hohokamiana au Muséum d'histoire naturelle de Toulouse.